# آترزی ام آترزی
آترزی ام آترزی (به آلمانی: Attersee am Attersee) یک منطقهٔ مسکونی در اتریش است که در ناحیه وکلابروک واقع شده‌است. آترزی ام آترزی ۱۵ کیلومتر مربع مساحت دارد ۴۹۶ متر بالاتر از سطح دریا واقع شده‌است.